# Andrew Harclay, 1. Earl of Carlisle

Wappen von Andrew Harclay

Andrew Harclay, 1. Earl of Carlisle (auch Harcla) (* um 1270; † 3. März 1323 bei Carlisle) war ein englischer Militär und Rebell. Er war ein fähiger Militär, der vom einfachen Ritter zum Earl aufstieg. Er überschätzte jedoch seine Stellung und seine diplomatischen Fähigkeiten, den aussichtslosen Krieg um die Vorherrschaft über Schottland zu beenden, und wurde als Verräter hingerichtet.

## Herkunft
Andrew Harclay entstammte einer Familie des Ritterstands. Er war vermutlich der älteste Sohn von Sir Michael Harclay, einem Ritter aus Westmorland, der langjährig als Sheriff von Cumberland diente, und von dessen Frau Joan, einer Tochter von William Fitzjohn aus Yorkshire. Zu seinen Geschwistern gehörte der Theologe Heinrich von Harclay.

## Aufstieg als Militär

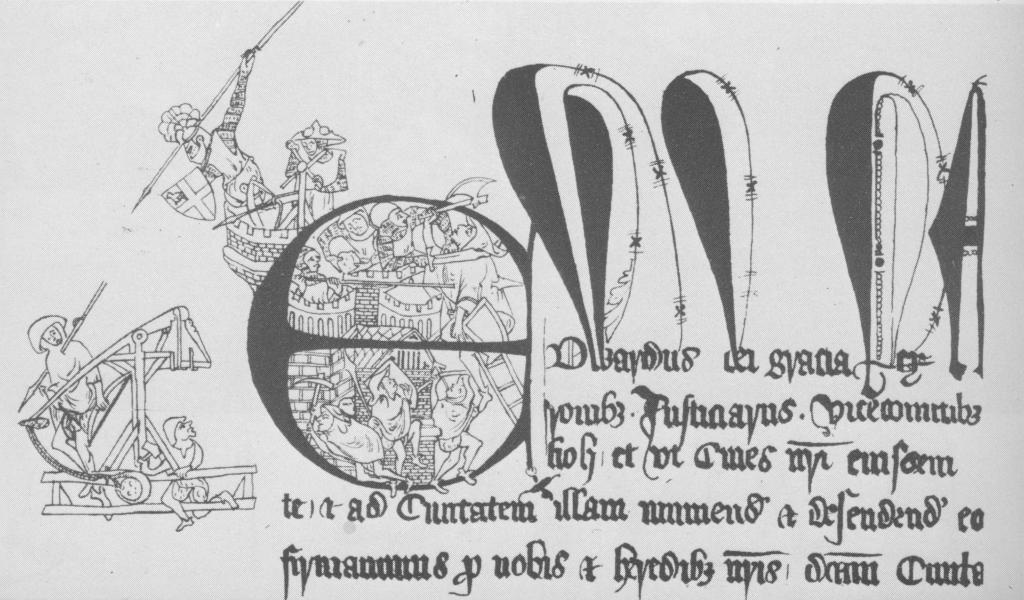
Andrew Harclay (mit Wappenschild und erhobenen Speer) bei der Verteidigung von Carlisle. Darstellung von 1316

Andrew Harclay wird erstmals 1292 während Gerichtsverhandlungen in Westmorland erwähnt, so dass er zu dieser Zeit bereits volljährig war. Während des ersten schottischen Unabhängigkeitskriegs nahm er 1304 und 1310 an Feldzügen nach Schottland teil. 1309 unterstützte er Robert de Clifford, 1. Baron de Clifford bei der Verteidigung der westlichen Scottish Marches gegen schottische Angriffe. 1311 wurde er zum Sheriff von Cumberland ernannt und 1312 zum Knight of the Shire für Cumberland gewählt. 1313 wurde er als Nachfolger von Bischof John Halton Kommandant von Carlisle Castle. Im Dezember 1313 führte er entschlossen die Verteidigung von Cumberland gegen einen schottischen Überfall. Im Juli und August 1315 leitete er erfolgreich die Verteidigung von Carlisle gegen ein von König Robert selbst geführtes schottisches Heer. Für die erfolgreiche Verteidigung der wichtigen Grenzfestung erhielt er eine Belohnung in Höhe von 1000 Mark (etwa £ 666). Ende 1315 oder Anfang 1316 wurde Harclay vermutlich bei einem schottischen Überfall von John Soulis gefangen genommen. Für seine Freilassung musste Harclay mindestens 2000 Mark (etwa £ 1333) Lösegeld bezahlen, wobei er dabei von König Eduard II. finanziell unterstützt wurde. Sein rascher Aufstieg hatte jedoch sowohl in Nordengland wie auch am Königshof zu Neid und Missgunst geführt. Während seiner Gefangenschaft versuchten seine Gegner, darunter der königliche Günstling Hugh le Despenser, ihn beim König in Misskredit zu bringen.

## Weiterer Aufstieg und Schlacht bei Boroughbridge
Nach seiner Freilassung scheint Harclay erst 1319 wieder die volle Gunst des Königs erlangt zu haben, als dieser ihn zum Sheriff von Cumberland, Verwalter der Burgen von Carlisle und Cockermouth sowie zum Hüter der westlichen Scottish March ernannte. Für seine Aufwendungen erhielt er 1320 1000 Mark. 1321 berief ihn der König durch writ of Summons ins Parlament, womit er zum Baron Harclay erhoben wurde. Den Höhepunkt seiner Karriere erreichte er im folgenden Jahr, als der König ihm befahl, mit seinen Truppen den nordwärts flüchtenden Rebellen unter dem Earl of Lancaster den Weg zu verstellen. Harclay blockierte mit seinem nach schottischem Vorbild als Schiltron aufgestellten Heer die Brücke über den River Ure, und in der folgenden Schlacht bei Boroughbridge konnten die Rebellen am 16. und 17. März vollständig besiegt werden. Für seinen Erfolg wurde Harclay vom König am 25. März zum Earl of Carlisle erhoben und mit Ländereien beschenkt, die ihm Jahreseinkünfte in Höhe von 1000 Mark einbringen sollten. Der König selbst gürtete Harclay mit einem neuen Schwertgurt als Zeichen seiner neuen Stellung. Dieser Aufstieg vom einfachen Ritter zum Earl, ohne wenigstens mit einer Frau aus adliger Familie verheiratet zu sein, war beispiellos. Diese Erhebung geschah aber wohl auch vor dem Hintergrund, dass der König nach der Niederschlagung der Rebellion Lancasters Magnaten als militärische Kommandanten benötigte. Er gehörte nun nach dem Tod Lancasters zu den mächtigsten Adligen Nordenglands. Für den folgenden Feldzug gegen Schottland stellte er 113 Men-at-arms, 1435 leichte Reiter sowie 2069 Fußsoldaten auf, und nach dem Feldzug erhielt er zur Verteidigung der westlichen Scottish Marches Mittel für 240 Waffenknechte und 500 leichte Reiter.

## Eigenmächtige Verhandlungen mit Schottland
Der im August 1322 begonnene Feldzug des Königs nach Schottland blieb erfolglos. Beim Rückmarsch wurde das durch Krankheiten dezimierte englische Heer von den Schotten verfolgt, die die englische Nachhut am  14. Oktober in der Schlacht bei Byland schlugen und zerstreuten. Harclay hatte es trotz königlichem Befehl versäumt, zum Hauptheer zu stoßen. Der König musste vor den Schotten nach York flüchten, wobei er sogar seine Frau hinter den feindlichen Linien zurückließ. Die Königin konnte nur knapp der Gefangennahme entkommen. Vermutlich führte diese weitere Niederlage sowie das allgemeine Versagen des Königs, Nordengland vor den Verwüstungen durch schottische Überfälle zu schützen, bei Harclay zur Erkenntnis, dass der Krieg um die englische Oberherrschaft über Schottland nicht gewonnen werden konnte. Er begann deshalb eigenmächtig Verhandlungen mit dem schottischen König. Am 3. Januar 1323 schloss er in Lochmaben mit König Robert und Thomas Randolph, 1. Earl of Moray einen Friedensvertrag, in dem der jeweilige Besitzstand beider Länder und damit die Unabhängigkeit Schottlands anerkannt wurde. Sollte König Eduard II. den Vertrag ebenfalls anerkennen, würde König Robert ein Kloster für die Opfer der Kriege stiften sowie dem englischen König innerhalb von zehn Jahren 40.000 Mark (etwa £ 26.666.) zahlen, dazu bot er eine Heirat des englischen Thronfolgers Eduard mit einer seiner Verwandten an. Unstimmigkeiten zwischen den beiden Reichen sollten durch ein Gremium aus je sechs Schotten und Engländern gelöst werden. Damit hatte Harclay einen scheinbar versöhnlichen Frieden ausgehandelt, dessen eine Ausfertigung in englischer, die andere in schottischer Sprache verfasst wurde. Die schottische Version unterschied sich in ihrer Betonung jedoch deutlich von der englischen Version. Sie war wesentlich kriegerischer verfasst als die versöhnlich klingende englische Fassung. Nach der schottischen Version war der Vertrag eher ein Bündnis zwischen dem schottischen König und dem englischen Earl, das den englischen König zum Frieden zwingen sollte. Für diese Auslegung spricht, dass sich im Februar 1323 Sir Philip Meldrum, ein bedeutender schottischer Adliger, wahrscheinlich im Auftrag des schottischen Königs in Carlisle Castle aufhielt. Weitere Abweichungen gab es über das zwölfköpfige, zur Streitschlichtung vorgesehenen Gremiums. In der englischen Version hatte es größere Vollmachten als in der schottischen Vertragsfassung.

## Scheitern und Hinrichtung
König Eduard II. wusste, dass Harclay unerlaubte Verhandlungen mit dem schottischen Gegner führte, und er war keineswegs bereit, diese Verhandlungen anzuerkennen. Nachdem sein halbherziger Versuch, Harclay zu verhaften, gescheitert war, sandte er Boten nach Carlisle. Harclay versuchte, sich der Gefolgschaft seiner Truppen zu versichern, doch der König enthob ihn schrittweise seiner Ämter und schaffte es so, Harclays Stellung zu schwächen. Am 25. Februar wurde er schließlich von einer kleinen Truppe Soldaten unter Sir Anthony Lucy, den er irrigerweise für einen seiner Unterstützer gehalten hatte, in Carlisle Castle überrascht und gefangen genommen. Ohne weiteres Verfahren wurde er am 3. März des Hochverrats beschuldigt. Sein Titel wurde ihm von königlichen Richtern aberkannt, die ihn anschließend zum Tod durch  Hängen, Ausweiden und Vierteilen verurteilten. Noch vor dem Galgen verteidigte sich Harclay, dass er in guter Absicht den Vertrag mit den Schotten geschlossen hatte, und dass es besser sei, wenn beide Reiche in Frieden und Freiheit existieren könnten als wenn es jedes Jahr Überfälle, Gemetzel und Zerstörungen geben würde. Er ertrug die Hinrichtung auf dem Harraby Hill bei Carlisle mit Fassung. Sein abgetrennter Schädel wurde zum König nach Knaresborough gebracht, der ihn weiter nach London bringen ließ, wo er über der London Bridge aufgespießt wurde. Die vier anderen Teile von Harclays Leiche wurden in Carlisle, Newcastle, Bristol und Shrewsbury ausgestellt. Erst 1328 konnten seine Überreste beigesetzt werden, doch trotz einer Petition seines Neffen Henry an König Eduard III. wurde er auch postum nie rehabilitiert.
Harclay hatte bei seinen Verhandlungen mit den Schotten nur wenige Anhänger, die fast alle nach der Hinrichtung ihres Anführers begnadigt wurden. Sein Sekretär William Blount konnte nach Schottland flüchten, wo ihm der schottische König einen kleinen Landbesitz übergab. Harclays verzweifelter Versuch, den Krieg mit Schottland im Alleingang zu beenden, war damit gescheitert. König Eduard II. beharrte weiter auf seinem Anspruch auf die Oberherrschaft über Schottland, doch nur drei Monate nach Harclays Hinrichtung war er gezwungen, angesichts des schottischen Widerstands einem dreizehnjährigen Waffenstillstand zuzustimmen. Der Text des Vertrags, den Harclay geschlossen hatte, diente noch als Muster für den 1328 zwischen England und Schottland geschlossenen Frieden.